# Kris Minkov
Kris Minkov (in bulgaro Крис Минков?; Sofia, 31 dicembre 1994) è un cestista bulgaro.

## Palmarès
- Campionato bulgaro: 7

Akademik Sofia: 2011-12, 2014-15, 2015-16, 2016-17
Levski Sofia: 2017-18
Balkan Botevgrad: 2018-19, 2021-22
- Lega Balcanica: 1

Levski Sofia: 2017-18